# Neoclytus conjunctus
Neoclytus conjunctus es una especie de escarabajo longicornio del género Neoclytus, tribu Clytini, subfamilia Cerambycinae. Fue descrita científicamente por LeConte en 1857.

## Descripción
Mide 7-18 milímetros de longitud.

## Distribución
Se distribuye por Canadá y Estados Unidos.